# Rebellion 2002
Rebellion (2002) was een professioneel worstel-pay-per-view (PPV) evenement dat georganiseerd werd door de World Wrestling Entertainment (WWE). Dit evenement was de vierde en laatste editie van Rebellion en vond plaats in het Manchester Evening News Arena in Manchester op 26 oktober 2002.
De belangrijkste wedstrijd was een Handicap match voor het WWE Championship tussen de kampioen Brock Lesnar samen met Paul Heyman en Edge. Lesnar  Heyman en won de wedstrijd en behield de titel.

## Resultaten
| Nr.                                                                          | Match | Winnaar(s)                     |
| ---------------------------------------------------------------------------- | --- | ------------------------------ |
| -                                                                            | Bill DeMott vs. Shannon Moore in een een-op-een match                                                        | Bill DeMott                    |
| 1                                                                            | Matt Hardy vs. Booker T in een een-op-eenmatch                                                               | Booker T (c)                   |
| 2                                                                            | Billy Kidman & Torrie Wilson vs. John Cena & Dawn Marie in een mixed tag team match                          | Billy Kidman & Torrie Wilson   |
| 3                                                                            | Crash Holly vs. Funaki in een een-op-een match                                                               | Funaki                         |
| 4                                                                            | Jamie Noble (c) vs. Rey Mysterio vs. Tajiri in een Elimination match voor het WWE Cruiserweight Championship | Jamie Noble (c)                |
| 5                                                                            | The Big Valbowski & Chuck Palumbo vs. Reverend D-Von & Ron Simmons in een tag team match                     | Reverend D-Von & Ron Simmons   |
| 6                                                                            | Rikishi vs. Albert in een een-op-eenmatch                                                                    | Rikishi                        |
| 7                                                                            | Los Guerreros vs. Kurt Angle & Chris Benoit in een tag team match                                            | Kurt Angle & Chris Benoit      |
| 8                                                                            | Brock Lesnar (c) & Paul Heyman vs. Edge in een Handicap match voor het WWE Championship                      | Brock Lesnar (c) & Paul Heyman |
| (c) huidige kampioen voor en na de match \| (nc) nieuwe kampioen na de match | |                                |